# Arquipélago Palmer
O Arquipélago Palmer, também conhecido como Arquipélago Antártico, Archipiélago Palmer, Antarktiske Arkipel ou Palmer Inseln, é um grupo de ilhas fora da costa do noroeste da Península Antártica. Se estende da Ilha Tower ao norte da Ilha Anvers no sul. É separada pelos estreitos Gerlache e Bismarck.
O Arquipélago Palmer está localizado em 64° 15′ S, 62° 50′ O.

## Geografia
O arquipélago inclui as seguintes ilhas:
- Ilha Abbott
- Ilha Alpha
- Ilha Anvers
- Ilha Auguste
- Ilha Beta
- Ilha Bob
- Ilha Brabant
- Ilha Bremen
- Ilha Buff
- Ilha Chionis
- Ilhas Christiania
- Ilha Chukovezer
- Ilha Cobalcescou
- Ilha Cormorant
- Ilha Davis
- Ilha Delta
- Ilha Dink
- Ilha Doumer
- Ilha Dream
- Ilha Emen
- Ilha Epsilon
- Ilha Eta
- Ilha Fridtjof
- Ilha Gamma
- Ilha Gand
- Ilha Halfway
- Ilha Hermit
- Ilha Hoseason
- Ilha Humble
- Ilha Imelin
- Ilha Janus
- Ilha Kalotina
- Ilha Kappa
- Ilha Lambda
- Ilha Lapteva
- Ilha Lecointe
- Ilha Litchfield
- Ilha Liège
- Ilha Masteyra
- Ilhas Melchior
- Ilha Ohlin
- Ilha Omega
- Ilhas Ômicron
- Ilha Pabellon
- Ilha Pampa
- Ilha Petrelik
- Ilhas Pi
- Ilhas Psi
- Ilha Raklitsa
- Ilhas Rho
- Ilha Rogulyat
- Ilhas Sigma
- Ilha Soatris
- Ilha Spert
- Ilha Spume
- Ilhas Tau
- Ilha Temenuga
- Ilhas Tetrad
- Ilhas Theta
- Ilha Torgersen
- Ilha Tower
- Ilha Trebishte
- Ilha Trinity
- Ilha Tripod
- Ilha Two Hummock
- Ilha Vázquez
- Ilha Vromos
- Rochas Walsham
- Ilha Wiencke
- Ilha Yoke
- Ilha Zigzag

## História
Adrien de Gerlache, líder da Expedição Antártica Belga (1897-1899), descobriu o  arquipélago durante 1898.  Ele o batizou de Arquipélago Palmer cujo nome foi recebido do Capitão Nathaniel Palmer, que navegou estas águas durante 1820.
Tanto a Argentina quanto o Reino Unido têm operado estações de pesquisa aí.